# Grangärde finnmark

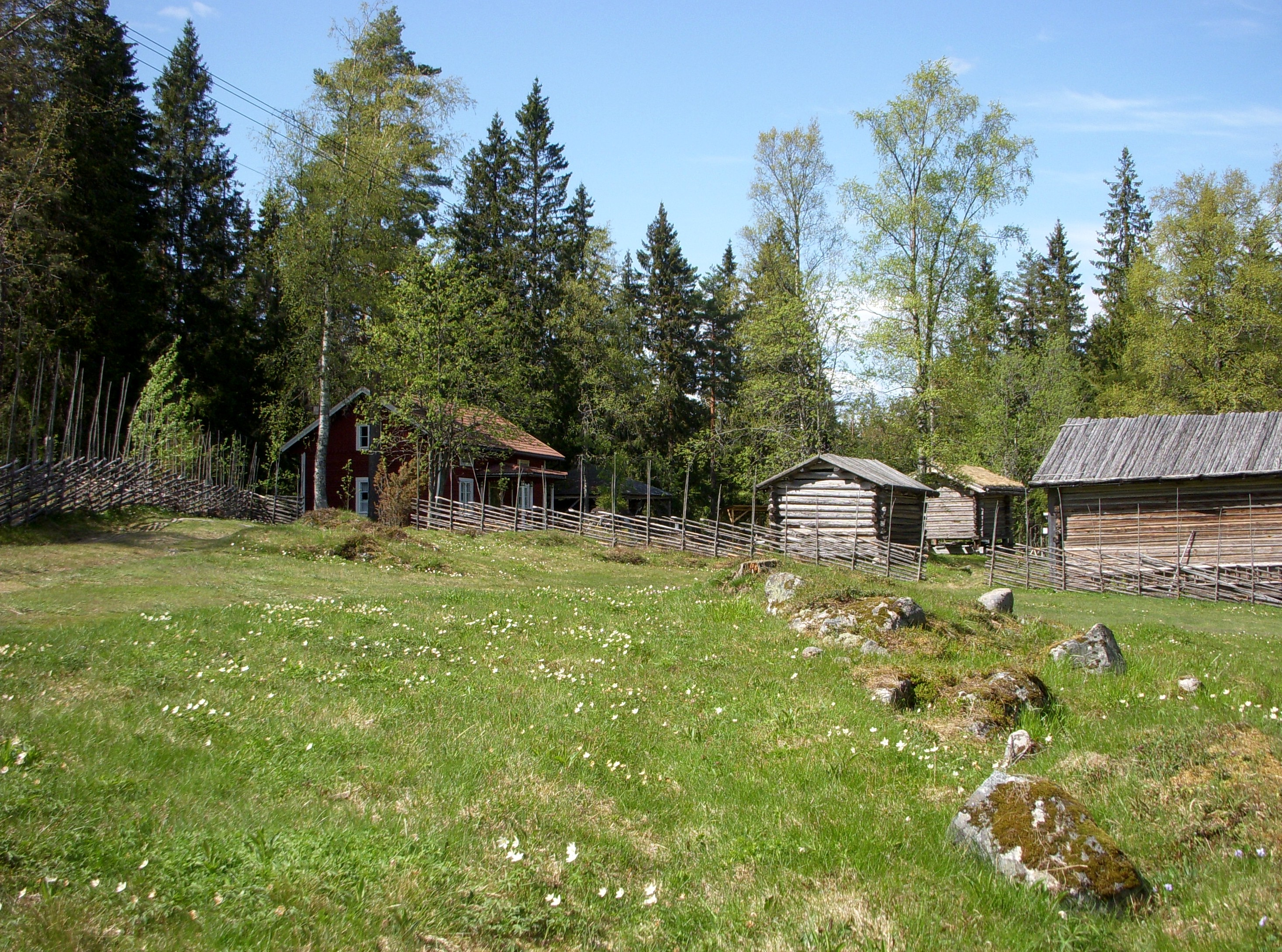
Finngammelgården i Skattlösberg.

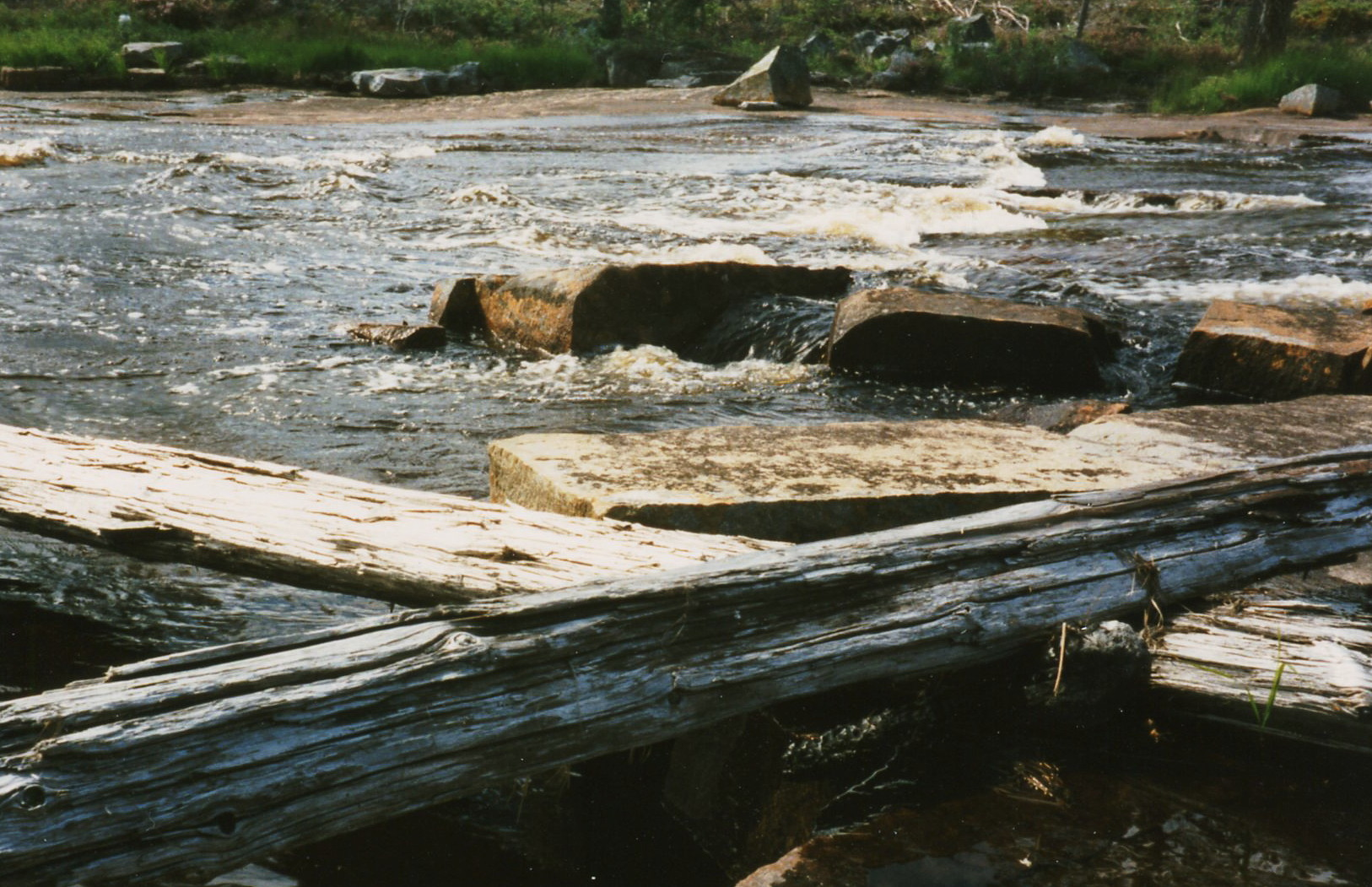
Pajsoån.

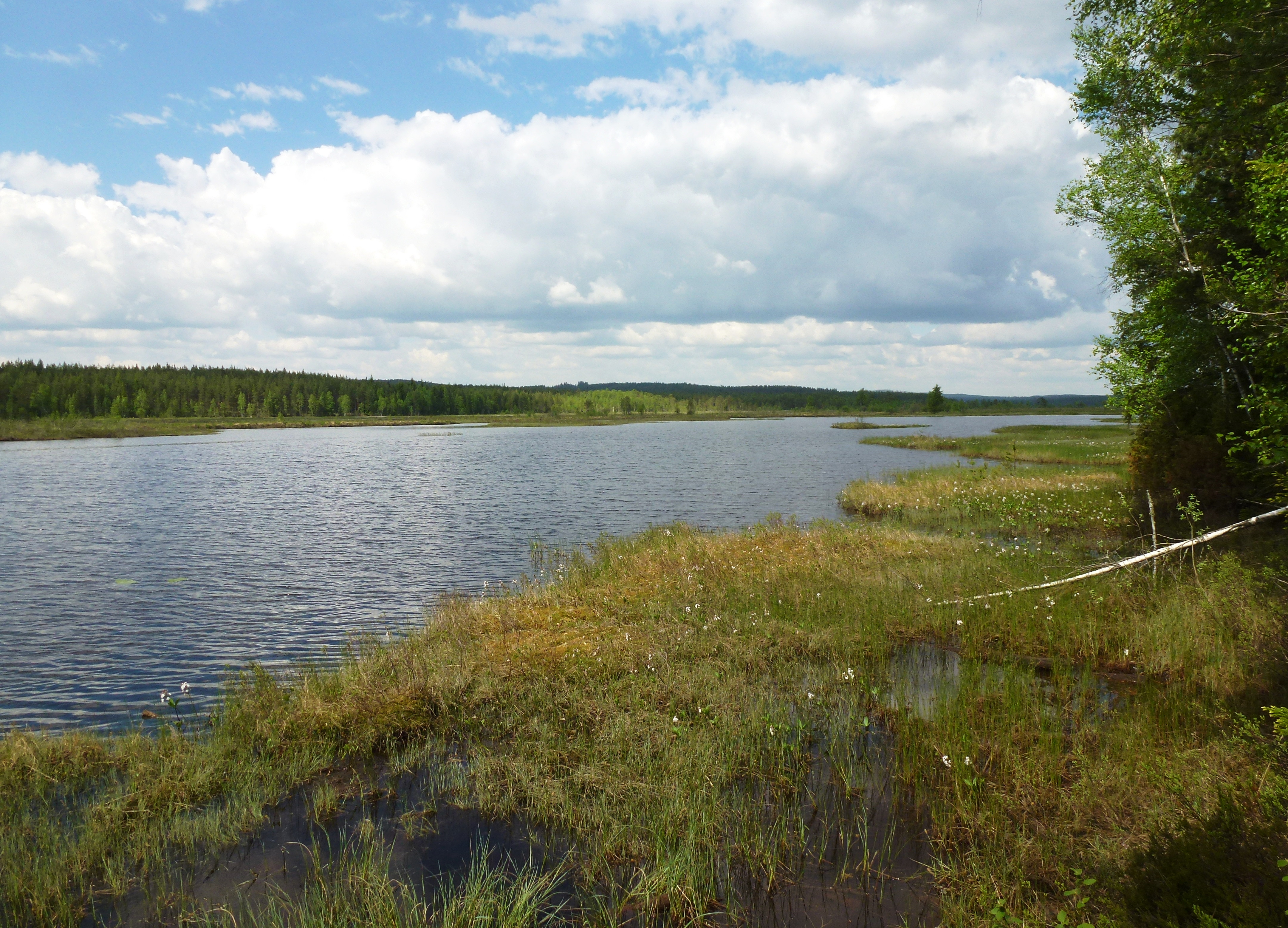
Burån i Grangärde finnmark.

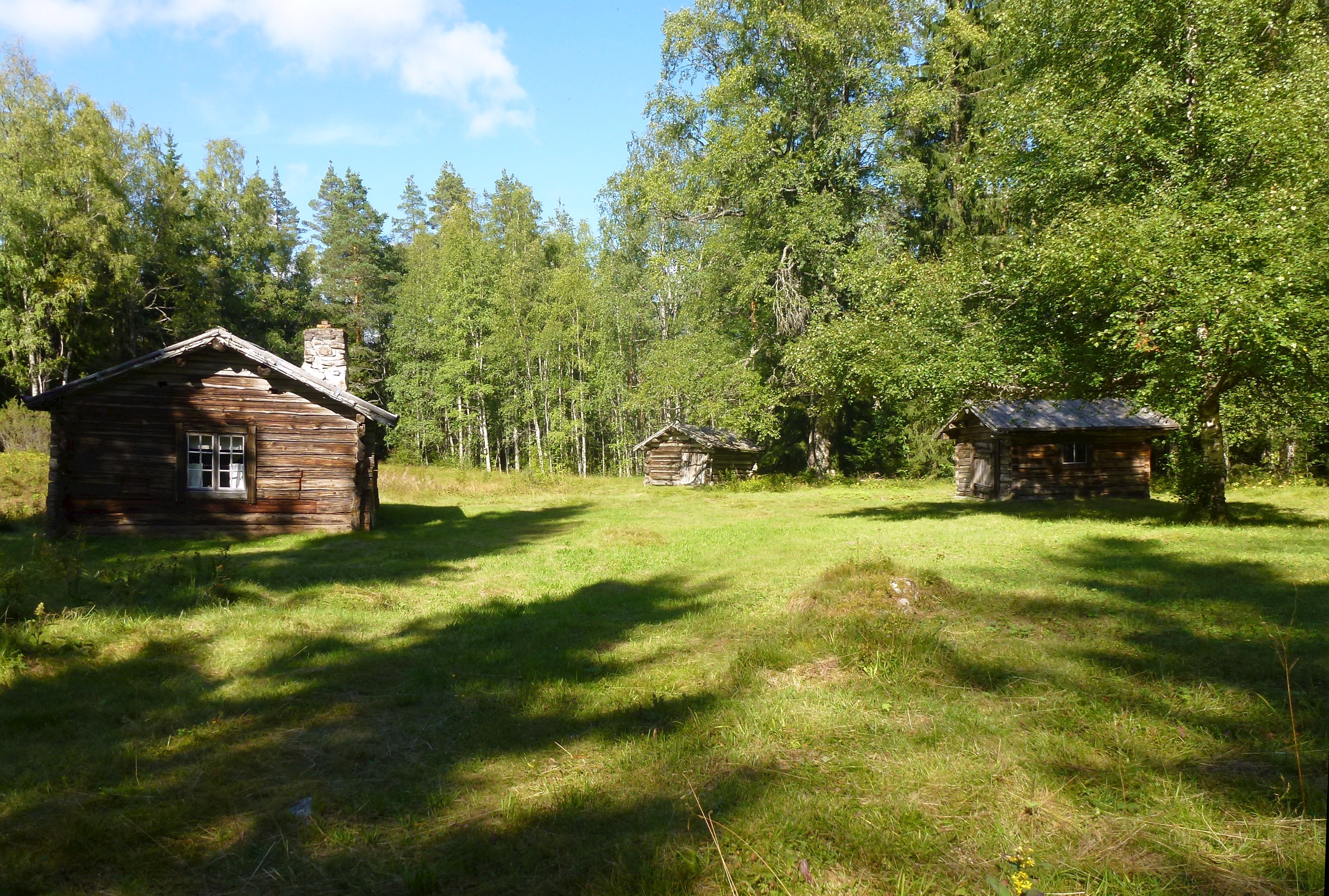
Bränntjärnstorpet.

Grangärde finnmark är ett finnskogsområde  i Grangärde socken i södra Dalarna. Området börjar strax väster om Grangärde och sjöarna Väsman och Bysjön och sträcker sig västerut till den gamla sockengränsen mot Säfsnäs socken. Genom Grangärde finnmark rinner bland annat Pajsoån. Abborrberg är en av Ludvikatraktens äldsta finnmarksbyar.

## Historik
Redan på 1570-talet mitt kom så kallade skogsfinnar till området. Mot sex års skattefrihet kunde de där bosätta sig för att uppodla ödemarken. Centralt i Grangärde finnmark ligger byn Skattlösberg, som  befolkades i början av 1600-talet (sannolikt 1618) av finnar som fick tillåtelse att bedriva så kallat svedjebruk, de brände skog och odlade i askan, i de vidsträckta skogarna som tidigare varit obebodda. Snart blev det konkurrens om skogen med det expanderande bergsbruket som behövde ved för produktion av träkol. Finnarna blev allt mer beroende av bruken för sin utkomst. Utan de arbetstillfällen som gruvor och bruk gav, skulle finnmarken inte kunnat ha så stor befolkning som den ändå hade på 1800-talet.
Genom skalden Dan Andersson hör Grangärde finnmark till Sveriges mest omtalade och mest omskrivna finnmarker. Miljön präglade Andersson och fick avgörande betydelse i hans författarskap. Anderssons första publikation, tillkommen då han var 14 år gammal,  var ”Brefkort från Grangärde finnmark” som trycktes  den 24 januari 1903 i Bärgslagsposten.  Det skulle bli många ”brefkort” i vilka han beskrev finnmarkens befolkning och storslagna natur.